# علی‌اکبر (شهر)
علی‌اکبر، شهری در بخش تیمورآباد شهرستان هامون در استان سیستان و بلوچستان ایران است.
این روستا در تاریخ ۲۹ مهر ۱۳۸۶ به شهر ارتقا یافت.

## جمعیت
بر پایه سرشماری عمومی نفوس و مسکن در سال ۱۳۹۵، جمعیت شهر علی‌اکبر برابر با ۴٬۷۷۹ نفر (۱٬۳۹۲ خانوار) بوده است.